# Fernandes Guitars
Fernandes è un fabbricante di chitarre ed accessori per chitarra. Il marchio delle chitarre prodotte porta lo stesso nome. Fernandes è una casa nata in Giappone nel 1969 costruendo chitarre per il flamenco. Successivamente estese la produzione ad altri tipi di chitarra come la chitarra acustica, chitarra elettrica, chitarra basso, amplificatori ed accessori, tanto da diventare il più grande costruttore di chitarre in Giappone. Nel corso degli anni settanta divenne uno dei costruttori giapponesi principali di copie di chitarre Fender. Fernandes possedeva anche un marchio per le copie di Gibson denominato Burny.
Nonostante l'ampia produzione, Fernandes è più conosciuto negli Stati Uniti per il suo sistema Sustainer, che usa l'elettromagnetismo per far vibrare una corda per un tempo indefinito, mentre l'esecutore continua a suonare altre corde. Diversamente dal simile e-bow, esso può essere usato con un plettro normale. Fernandes ha installato numerosi Sustainers su chitarre costruite da altri fabbricanti. Questo sistema è usato da artisti come Matthew Bellamy dei Muse e di Steve Vai.
Fernandes continua a costruire chitarre che coprono l'intera gamma di questo strumento dalle più semplici a strumenti di grande qualità.

## Chitarristi che usano Fernandes
- Steve Vai
- Billie Joe Armstrong (Green Day)
- Eddie Van Halen (Van Halen)
- Kurt Cobain (Nirvana)
- Steve Jones (Sex Pistols)
- The Edge (U2)
- Joe Walsh (The Eagles)
- Adrian Vandenberg (Whitesnake)
- Steve Hackett
- Neal Schon (Journey)
- Matthew Bellamy (Muse)
- Hide (X Japan)
- Tora (alice nine.)
- Hisashi Imai (Buck-Tick)
- ken (L'Arc~en~Ciel)
- Peter Steele, Kenny Hickey (Type O Negative)
- Robert Fripp, (King Crimson)
- Priestley Pring, (The Perfect Victim)
- Robert Trujillo (Suicidal Tendencies, Metallica)
- Dave Kushner (Velvet Revolver, Wasted Youth)
- Chris Day (Norma Jean)
- Mike Riggs (Rob Zombie, Scum of the Earth)
- Kasper Eistrup (Kashmir)
- Lee Ranaldo (Sonic Youth)
- Dave Bainbridge (Iona)
- Reeves Gabrels (David Bowie, Robert Smith, Ozzy Osbourne)
- Nick Hipa (As I Lay Dying)
- Phil Sgrosso (As I Lay Dying)
- Dave Navarro (Jane's Addiction)
- Tony Campos (Static X, Asesino)
- Jason Mraz
- Zim Zum
- Daniel Ash
- Kirk Hammett (Metallica)
- Tyler Foran (BurningTireSmell, False Noun, Folded Hand)
- Ed O'Brien (Radiohead)
- Adrian Belew
- Carlo Guarrera
- David Lynch
- Mark Knopfler (1982, Love over gold)